# U.C. Face Off
Der UC Face Off (Unihockey Club Face Off) ist ein Unihockeyverein aus Groningen in den Niederlanden. Der Studentensportverein wurde am 22. Januar 1998 als einer der ersten Unihockeyvereine der Niederlande gegründet.
Die Mannschaft spielt bei den Herren in der Eredivisie, der höchsten Unihockeyliga und konnte in seiner jüngeren Vergangenheit bei den Damen sowie Herren bereits Meistertitel feiern. Insgesamt stellen sie in der holländischen Meisterschaft zwei Damen- und zwei Herrenteams.

## Resultate

### Herren
Die Herren spielen seit ihrer Gründung in der höchsten Spielklasse, wobei es bis 2014 nur eine Liga gab. Während sie 2000 nach verlorenem Finale noch Zweiter wurden, reichte es in den Folgejahren höchstens für Platz 3, den sie in den Jahren 2002 bis 2005 gleich viermal in Folge belegten. 2011 verpasste das Team ihren ersten Titelgewinn nur knapp, punktgleich mit dem Rekordmeister HSK aus Den Haag entschieden nur zwei kassierte Gegentore mehr über den Titelgewinn. Drei Jahre später reichte es aber den Herren zu ihrem ersten Titelgewinn, sie entschieden den Playofffinal wiederum gegen den HSK mit 5:4 (1:1, 3:1, 1:2) für sich. Im gleichen Jahr konnte sich der Verein auch das erste Mal die NeFUB-Cuptrophäe holen, nachdem man bei der Erstaustragung 2004/05 sowie 2012 im Finale gescheitert war. Als Meister nahm Face Off danach an der EuroFloorball-Cup-Qualifikation in Polen teil, die das Team als Zweiter von sechs Teilnehmer beendete und sich damit erfolgreich für den EuroFloorball-Cup 2014 qualifiziert hatte, dem Europapokal für Unihockeymannschaften aus schwächeren Unihockeynationen wie den Niederlanden mit gerade einmal 1'000 lizenzierten Spielern, davon 300 aktive Herren. Dort konnte man sich jedoch nicht durchsetzen und beendete das in Norwegen stattfindende Turnier an sechster und letzter Stelle.
| Saison         | Platz              | Liga            | NeFUB-Cup         |
| -------------- | ------------------ | --------------- | ----------------- |
| 1999/00        | 2. Platz           | Finalteilnahme  | nicht ausgetragen |
| 2000/01        | 4. Platz (von 8)   | (nur eine Liga) | nicht ausgetragen |
| 2001/02        | 3. Platz (von 5)   | (nur eine Liga) | nicht ausgetragen |
| 2002/03        | 3. Platz (von 7)   | (nur eine Liga) | nicht ausgetragen |
| 2003/04        | 3. Platz (von 8)   | (nur eine Liga) | nicht ausgetragen |
| 2004/05        | 3. Platz (von 7)   | Division 1*     | Finale            |
| 2005/06        | 5. Platz (von 7)   | Division 1*     | Halbfinale        |
| 2006/07        | 6. Platz (von 7)   | Division 1*     | Halbfinale        |
| 2007/08        | 5. Platz (von 8)   | Division 1*     | Halbfinale        |
| 2008/09        | 5. Platz (von 8)   | 1. Division*    | Viertelfinale     |
| 2009/10        | 4. Platz (von 8)   | 1. Division*    | Halbfinale        |
| 2010/11        | 2. Platz (von 8)   | 1. Division*    | Halbfinale        |
| 2011/12        | 3/4. Platz (von 7) | Eredivisie*     | Finale            |
| 2012/13        | 4. Platz (von 6)   | Eredivisie*     | Achtelfinale      |
| 2013/14        | 1. Platz (von 6)   | Eredivisie*     | Sieger            |
| 2014/15        | 5. Platz (von 6)   | Eredivisie*     | Finale            |
| 2015/16        | 4. Platz (von 6)   | Eredivisie*     | Zwischenrunde     |
| * höchste Liga |                    |                 |                   |

### Damen
Mit der ersten Durchführung einer reinen Meisterschaft für Damen 2003/04 (zuvor gab es bereits Mixed-Meisterschaften), nahm auch Face Off mit einem Team an der Meisterschaft teil. Eine Saison später stellte man bereits für eine Saison eine zweite Mannschaft und konnte sich mit der ersten Mannschaft auch gleich das Double sichern und gewann damit auch den erstmals durchgeführten Pokalwettbewerb für sich entscheiden. Auch im weiteren Verlauf gestaltete war das Damenteam erfolgreicher als jenes der Herren, so wurden die Damen 2006/07 das zweite Mal Meister. Sechs Jahre später, 2012/13 konnte sich das Team zum zweiten Mal den Pokal holen. In den Jahren 2014 feierten die Damen ihren dritten Meistertitel und ein Jahr darauf gelang ihnen abermals das Double.
International konnte das Team jedoch keine Erfolge feiern, so scheiterten die Frauen 2012 und 2014 sieglos an der EuroFloorball-Cup Qualifikation.
| Saison         | Platz              | Liga            | NeFUB-Cup         |
| -------------- | ------------------ | --------------- | ----------------- |
| 2003/04        | 2. Platz (von 6)   | (nur eine Liga) | nicht ausgetragen |
| 2004/05        | 1. Platz (von 9)   | (nur eine Liga) | Sieger            |
| 2005/06        | 4. Platz (von 6)   | (nur eine Liga) | Finale            |
| 2006/07        | 1. Platz (von 8)   | (nur eine Liga) | Halbfinale        |
| 2007/08        | 4. Platz (von 10)  | (nur eine Liga) | Halbfinale        |
| 2008/09        | 5. Platz (von 10)  | (nur eine Liga) | Halbfinale        |
| 2009/10        | 3. Platz (von 6)   | 1. Division*    | Gruppenphase      |
| 2010/11        | 2. Platz (von 9)   | (nur eine Liga) | Finale            |
| 2011/12        | 3/4. Platz (von 9) | (nur eine Liga) | Viertelfinale     |
| 2012/13        | 4. Platz (von 10)  | (nur eine Liga) | Sieger            |
| 2013/14        | 1. Platz (von 5)   | Eredivisie*     | Finale            |
| 2014/15        | 1. Platz (von 6)   | Eredivisie*     | Sieger            |
| 2015/16        | 4. Platz (von 6)   | Eredivisie*     | Finale            |
| * höchste Liga |                    |                 |                   |

## Präsidenten
| Saison    | Vorsitz               |
| --------- | --------------------- |
| 2000/2001 | Kristian Hiddinga     |
| 2002/2003 | Huub Emons            |
| 2003/2004 | Maarten Wegen         |
| 2007/2008 | Rik Smit              |
| 2008/2009 | Lidwien Reehuis       |
| 2009/2010 | Nathalie Feitsma      |
| 2010/2011 | Jelle de Jong         |
| 2011/2012 | Dorien Cramer         |
| 2012/2013 | Wouter Buter          |
| 2013/2014 | Jochem de Bruin       |
| 2014/2015 | Daniël Nicolai        |
| 2015/2016 | Casper Knobbe         |
| 2016/2017 | Lisa Koops            |
| 2017/2018 | Lisa Koops            |
| 2018/2019 | Belle van der Reijden |
| 2019/2020 | Ellis Haarsma         |
| 2020/2021 | Jitze Nicolai         |
| 2021/2022 | Rabea Rachow          |
| 2022/2023 | Linn Brodersen        |